# Formule 3 Euro Series 2006

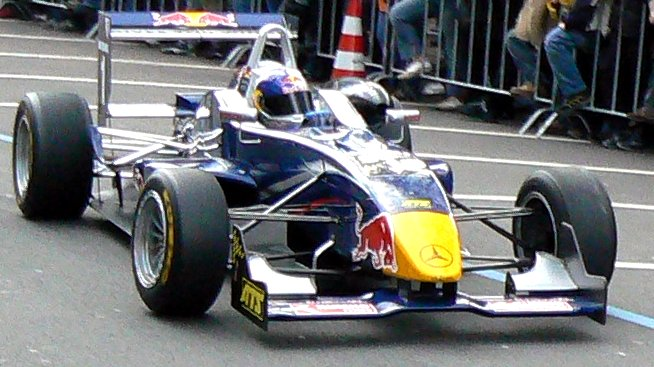
Sebastian Vettel, vice-champion de l'édition 2006 de la Formule 3 Euro Series, en démonstration en mars 2006.

Le championnat  de Formule 3 Euro Series 2006 a été remporté par le Britannique Paul di Resta, sur une Dallara-Mercedes de l'écurie ASM Formule 3.

## Engagés
| Écurie                          | #  | Pilote              | Rookie | Châssis  | Moteur        | Courses         |
| ------------------------------- | -- | ------------------- | ------ | -------- | ------------- | --------------- |
| ASM Formule 3                   | 1  | Sebastian Vettel    |        | F305/059 | Mercedes-Benz | Toutes          |
| ASM Formule 3                   | 2  | Paul Di Resta       |        | F305/021 | Mercedes-Benz | Toutes          |
| ASM Formule 3                   | 16 | Giedo van der Garde |        | F306/012 | Mercedes-Benz | Toutes          |
| ASM Formule 3                   | 17 | Kamui Kobayashi     | R      | F305/012 | Mercedes-Benz | Toutes          |
| Manor Motorsport                | 3  | Kohei Hirate        |        | F305/001 | Mercedes-Benz | Toutes          |
| Manor Motorsport                | 4  | Esteban Guerrieri   |        | F305/020 | Mercedes-Benz | Toutes          |
| Manor Motorsport                | 18 | Kazuki Nakajima     |        | F305/062 | Mercedes-Benz | Toutes          |
| Prema Powerteam                 | 5  | Alejandro Núñez     |        | F306/004 | Mercedes-Benz | Toutes          |
| Prema Powerteam                 | 6  | Ronayne O'Mahony    |        | F305/023 | Mercedes-Benz | Toutes          |
| Prema Powerteam                 | 19 | João Urbano         | R      | F306/005 | Mercedes-Benz | 1–5             |
| Prema Powerteam                 | 19 | Paolo Maria Nocera  |        | F306/005 | Mercedes-Benz | 6–9             |
| Prema Powerteam                 | 19 | Roberto Streit      |        | F306/005 | Mercedes-Benz | 10              |
| ASL Mücke Motorsport            | 7  | Sébastien Buemi     |        | F305/011 | Mercedes-Benz | Toutes          |
| ASL Mücke Motorsport            | 8  | Jonathan Summerton  | R      | F305/028 | Mercedes-Benz | Toutes          |
| Signature-Plus                  | 9  | Guillaume Moreau    |        | F305/035 | Mercedes-Benz | Toutes          |
| Signature-Plus                  | 10 | Romain Grosjean     |        | F305/029 | Mercedes-Benz | Toutes          |
| Signature-Plus                  | 20 | Charlie Kimball     |        | F306/010 | Mercedes-Benz | Toutes          |
| Signature-Plus                  | 21 | Tim Sandtler        | R      | F305/036 | Mercedes-Benz | Toutes          |
| HBR Motorsport                  | 11 | Richard Antinucci   |        | F305/045 | Mercedes-Benz | Toutes          |
| Team IS                         | 14 | Filip Salaquarda    |        | F306/009 | Opel          | Toutes          |
| Bas Leinders Junior Racing Team | 22 | Michael Herck       |        | F306/016 | Mercedes-Benz | Toutes          |
| Jo Zeller Racing                | 24 | Peter Elkmann       |        | F306/014 | Opel          | 1–7             |
| Jo Zeller Racing                | 24 | Natacha Gachnang    |        | F306/014 | Opel          | 9–10            |
| Julia Kuhn                      | 25 | Julia Kuhn          |        | F305/063 | Opel          | 1–2, 4, 6       |
| Fortec Motorsport               | 26 | Yelmer Buurman      |        | F305/002 | Mercedes-Benz | 1, 4            |
| Hitech Racing                   | 29 | James Jakes         |        | F305/037 | Mercedes-Benz | 1, 4            |
| Hitech Racing                   | 30 | James Walker        |        | F305/003 | Mercedes-Benz | 1, 4            |
| Bordoli Motorsport              | 31 | Natacha Gachnang    |        | F305/026 | Opel          | 5–6             |
| Van Amersfoort Racing           | 32 | Dominick Muermans   |        | F306/023 | Opel          | 7               |
| Van Amersfoort Racing           | 33 | Récardo Bruins Choi |        | F305/046 | Opel          | 7               |
| Trophy                          |    |                     |        |          |               |                 |
| Janiec Racing Team              | 40 | Anthony Janiec      |        | F302/063 | Renault       | 1, 3, 5–7, 9–10 |
| Janiec Racing Team              | 46 | Julien Abelli       |        | F302/067 | Renault       | 9               |
| HBR Motorsport                  | 41 | Cemil Çipa          |        | F304/012 | Opel          | 1, 3, 5–7, 9–10 |
| SMS Seyffarth Motorsport        | 42 | Kevin Fank          |        | F302/032 | Mercedes-Benz | 1               |
| SMS Seyffarth Motorsport        | 42 | Gina-Maria Adenauer |        | F302/032 | Mercedes-Benz | 5               |
| SMS Seyffarth Motorsport        | 43 | Julian Theobald     |        | F303/015 | Mercedes-Benz | 1, 3, 5–7       |
| SMS Seyffarth Motorsport        | 44 | Bruno Fechner       |        | F302/012 | Mercedes-Benz | 1, 6–7          |
| SMS Seyffarth Motorsport        | 44 | Dominik Schraml     |        | F302/012 | Mercedes-Benz | 3               |
| FS Motorsport                   | 45 | Dominik Schraml     |        | F302/050 | Opel          | 5               |

| Icone | Légende |
| ----- | ------- |
| R     | Rookie  |

## Règlement sportif
- Première manche de chaque meeting : attribution des points selon le barème 10,8,6,5,4,3,2,1 - L'auteur de la pole position inscrit un point.
- Seconde manche de chaque meeting : la grille de départ est déterminée par l'ordre d'arrivée de la première manche, avec inversion des positions pour les huit premiers. Seuls les 6 premiers marquent des points, selon le barème 6,5,4,3,2,1.

## Résultats
| Épreuve | Épreuve | Circuit        | Date         | Pole position       | Meilleur tour     | Vainqueur pilote    | Vainqueur écurie     | Vainqueur rookie   | Vainqueur Trophy    |
| ------- | ------- | -------------- | ------------ | ------------------- | ----------------- | ------------------- | -------------------- | ------------------ | ------------------- |
| 1       | R1      | Hockenheimring | 8 avril      | Esteban Guerrieri   | Kazuki Nakajima   | Kohei Hirate        | Manor Motorsport     | Kamui Kobayashi    | Julian Theobald     |
| 1       | R2      | Hockenheimring | 9 avril      |                     | Kohei Hirate      | Sebastian Vettel    | ASM Formule 3        | Kamui Kobayashi    | Julian Theobald     |
| 2       | R1      | Lausitzring    | 29 avril     | Paul di Resta       | Kohei Hirate      | Esteban Guerrieri   | Manor Motorsport     | Jonathan Summerton |                     |
| 2       | R2      | Lausitzring    | 30 avril     |                     | Kazuki Nakajima   | Kazuki Nakajima     | Manor Motorsport     | Jonathan Summerton |                     |
| 3       | R1      | Oschersleben   | 20 mai       | Esteban Guerrieri   | Peter Elkmann     | Paul di Resta       | ASM Formule 3        | Kamui Kobayashi    | Julian Theobald     |
| 3       | R2      | Oschersleben   | 21 mai       |                     | Sébastien Buemi   | Sébastien Buemi     | ASL Mücke Motorsport | Kamui Kobayashi    | Julian Theobald     |
| 4       | R1      | Brands Hatch   | 1er juillet  | Paul di Resta       | Paul di Resta     | Paul di Resta       | ASM Formule 3        | Kamui Kobayashi    |                     |
| 4       | R2      | Brands Hatch   | 2 juillet    |                     | Sebastian Vettel  | Peter Elkmann       | Jo Zeller Racing     | Kamui Kobayashi    |                     |
| 5       | R1      | Norisring      | 22 juillet   | Giedo van der Garde | Sebastian Vettel  | Paul di Resta       | ASM Formule 3        | Jonathan Summerton | Gina-Maria Adenauer |
| 5       | R2      | Norisring      | 23 juillet   |                     | Sébastien Buemi   | Giedo van der Garde | ASM Formule 3        | Kamui Kobayashi    | Anthony Janiec      |
| 6       | R1      | Nürburgring    | 19 août      | Sebastian Vettel    | Sebastian Vettel  | Sebastian Vettel    | ASM Formule 3        | Kamui Kobayashi    | Bruno Fechner       |
| 6       | R2      | Nürburgring    | 20 août      |                     | Kamui Kobayashi   | Sebastian Vettel    | ASM Formule 3        | Kamui Kobayashi    | Julian Theobald     |
| 7       | R1      | Zandvoort      | 2 septembre  | Paul di Resta       | Sébastien Buemi   | Paul di Resta       | ASM Formule 3        | Kamui Kobayashi    | Bruno Fechner       |
| 7       | R2      | Zandvoort      | 3 septembre  |                     | Sebastian Vettel  | Charlie Kimball     | Signature-Plus       | Tim Sandtler       | Julian Theobald     |
| 8       | R1      | Barcelone      | 23 septembre | Paul di Resta       | Sebastian Vettel  | Sebastian Vettel    | ASM Formule 3        | Kamui Kobayashi    |                     |
| 8       | R2      | Barcelone      | 24 septembre |                     | Kohei Hirate      | Richard Antinucci   | HBR Motorsport       | Tim Sandtler       |                     |
| 9       | R1      | Le Mans        | 14 octobre   | Giedo van der Garde | Esteban Guerrieri | Paul di Resta       | ASM Formule 3        | Jonathan Summerton | Cemil Çipa          |
| 9       | R2      | Le Mans        | 15 octobre   |                     | Sébastien Buemi   | Richard Antinucci   | HBR Motorsport       | Jonathan Summerton | Julien Abelli       |
| 10      | R1      | Hockenheimring | 28 octobre   | Paul di Resta       | Sébastien Buemi   | Esteban Guerrieri   | Manor Motorsport     | Jonathan Summerton | Anthony Janiec      |
| 10      | R2      | Hockenheimring | 29 octobre   |                     | Sébastien Buemi   | Jonathan Summerton  | ASL Mücke Motorsport | Jonathan Summerton | Cemil Çipa          |

## Classement

### Pilotes
| Classement | Pilote              | Pays        | Voiture          | Écurie           | Nombre de points |
| ---------- | ------------------- | ----------- | ---------------- | ---------------- | ---------------- |
| 1er        | Paul di Resta       | Royaume-Uni | Dallara-Mercedes | ASM Formule 3    | 86               |
| 2e         | Sebastian Vettel    | Allemagne   | Dallara-Mercedes | ASM Formule 3    | 75               |
| 3e         | Kohei Hirate        | Japon       | Dallara-Mercedes | Manor Motorsport | 61               |
| 4e         | Esteban Guerrieri   | Argentine   | Dallara-Mercedes | Manor Motorsport | 58               |
| 5e         | Richard Antinucci   | États-Unis  | Dallara-Mercedes | HBR              | 38               |
| 6e         | Giedo Van der Garde | Pays-Bas    | Dallara-Mercedes | ASM Formule 3    | 37               |
| 7e         | Kazuki Nakajima     | Japon       | Dallara-Mercedes | Manor Motorsport | 36               |
| 8e         | Kamui Kobayashi     | Japon       | Dallara-Mercedes | ASM Formule 3    | 34               |
| 9e         | Jonathan Summerton  | États-Unis  | Dallara-Mercedes | Mücke Motorsport | 32               |
| 10e        | Guillaume Moreau    | France      | Dallara-Mercedes | Signature-Plus   | 32               |
| 11e        | Charlie Kimball     | États-Unis  | Dallara-Mercedes | Signature-Plus   | 31               |
| 12e        | Sébastien Buemi     | Suisse      | Dallara-Mercedes | Mücke Motorsport | 31               |
| 13e        | Romain Grosjean     | France      | Dallara-Mercedes | Signature-Plus   | 19               |
| 14e        | Peter Elkmann       | Allemagne   | Dallara-Opel     | Jo Zeller Racing | 14               |
| 15e        | Michael Herck       | Roumanie    | Dallara-Mercedes | Bas Leinders JRT | 12               |
| 16e        | James Jakes         | Royaume-Uni | Dallara-Mercedes | Hitech Racing    | 7                |
| 17e        | Roberto Streit      | Brésil      | Dallara-Mercedes | Prema            | 4                |
| 18e        | Tim Sandtler        | Allemagne   | Dallara-Mercedes | Signature-Plus   | 1                |
| 19e        | João Urbano         | Portugal    | Dallara-Mercedes | Prema            | 1                |
| 20e        | Yelmer Buurman      | Pays-Bas    | Dallara-Mercedes | Fortec           | 1                |

### Trophy
| Classement | Pilote              | Pays      | Voiture                       | Écurie                                 | Nombre de points |
| ---------- | ------------------- | --------- | ----------------------------- | -------------------------------------- | ---------------- |
| 1er        | Julian Theobald     | Allemagne | Dallara-Mercedes              | SMS Seyffarth Motorsport               | 73               |
| 2e         | Anthony Janiec      | France    | Dallara-Renault               | Janiec Racing Team                     | 67               |
| 3e         | Cemil Çipa          | Turquie   | Dallara-Opel                  | HBR Motorsport                         | 65               |
| 4e         | Bruno Fechner       | Allemagne | Dallara-Mercedes              | SMS Seyffarth Motorsport               | 25               |
| 5e         | Gina-Maria Adenauer | Allemagne | Dallara-Mercedes              | SMS Seyffarth Motorsport               | 14               |
| 6e         | Dominik Schraml     | Allemagne | Dallara-Mercedes Dallara-Opel | SMS Seyffarth Motorsport FS Motorsport | 10               |
| 7e         | Kevin Fank          | Allemagne | Dallara-Mercedes              | SMS Seyffarth Motorsport               | 6                |

### Rookie
| Classement | Pilote             | Pays       | Voiture          | Écurie           | Nombre de points |
| ---------- | ------------------ | ---------- | ---------------- | ---------------- | ---------------- |
| 1er        | Kamui Kobayashi    | Japon      | Dallara-Mercedes | ASM Formule 3    | 119              |
| 2e         | Jonathan Summerton | États-Unis | Dallara-Mercedes | Mücke Motorsport | 107              |
| 3e         | Tim Sandtler       | Allemagne  | Dallara-Mercedes | Signature-Plus   | 104              |
| 4e         | João Urbano        | Portugal   | Dallara-Mercedes | Prema            | 53               |

### Écuries
| Classement | Écurie                          | Nombre de points |
| ---------- | ------------------------------- | ---------------- |
| 1er        | ASM Formule 3                   | 197              |
| 2e         | Manor Motorsport                | 147              |
| 3e         | Signature-Plus                  | 91               |
| 4e         | ASL Mücke Motorsport            | 69               |
| 5e         | HBR Motorsport                  | 42               |
| 6e         | Jo Zeller Racing                | 18               |
| 7e         | Bas Leinders Junior Racing Team | 16               |
| 8e         | Hitech Racing                   | 11               |
| 9e         | Prema Powerteam                 | 7                |
| 10e        | Fortec Motorsport               | 2                |

### Nations
| Classement | Nation      | Nombre de points |
| ---------- | ----------- | ---------------- |
| 1er        | Japon       | 124              |
| 2e         | États-Unis  | 100              |
| 3e         | Royaume-Uni | 90               |
| 4e         | Allemagne   | 89               |
| 5e         | Argentine   | 56               |
| 6e         | France      | 53               |
| 7e         | Pays-Bas    | 38               |
| 8e         | Suisse      | 32               |
| 9e         | Monaco      | 12               |
| 10e        | Brésil      | 4                |
| 11e        | Portugal    | 1                |
| 12e        | Australie   | 1                |